# 히라타 유이치로
히라타 유이치로(일본어: 平田裕一郎, 1986년 4월 27일~ )는 일본의 남성 배우이다.
‘뮤지컬 테니스의 왕자님 히가 feat. 릿카이’의 카이도 카오루역으로 야나기시타 토모와 더블캐스트로 데뷔, 활동했으며, ‘뮤지컬 테니스의 왕자님 Dream Live 5th', ‘뮤지컬 테니스의 왕자님 효테이 feat. 히가’, ‘뮤지컬 테니스의 왕자님 시텐호우지 feat. 효테이', ‘뮤지컬 테니스의 왕자님 Dream Live 6th’등에 출연했다.
뮤지컬 테니스의 왕자 외의 작품 출현은 연극 '모험자들'이 있으며, 2009년 6월에는 연극 '여신장'에 출연할 예정이다.

## 출연작

### 뮤지컬&연극
2008년
- 뮤지컬 테니스의 왕자님 히가 feat. 릿카이(카이도 카오루/더블)

2008년
- 뮤지컬 테니스의 왕자님 Dream Live 5th(카이도 카오루/더블)
- 뮤지컬 테니스의 왕자님 효테이 feat. 히가 4A(카이도 카오루)
- 뮤지컬 테니스의 왕자님 효테이 feat. 히가 도쿄개선공연(카이도 카오루)

2009년
- 뮤지컬 테니스의 왕자님 시텐호우지 feat. 효테이(카이도 카오루)
- 뮤지컬 모험자들(시인)
- 뮤지컬 테니스의 왕자님 Dream Live 6th(카이도 카오루)
- 연극 여신장(?)

## 예정작

### 뮤지컬&연극
- 연극 『MEN＆MAN／男たちのＳＡＤＡＭＥ［運命］』 (히로)